# Епархия Барселоны
Епархия Барселоны (лат. Dioecesis Barcinonensis in Venetiola) — епархия Римско-католической церкви с центром в городе Барселона, Венесуэла. Епархия Барселоны входит в митрополию Куманы. Кафедральным собором епархии Барселоны является церковь святого Христофора.

## История
7 июня 1954 года Папа Римский Пий XII издал буллу «Summa Dei», которой учредил епархию Барселоны, выделив её из епархии Сьюдад-Боливара (сегодня — архиепархия Сьюдад-Боливара). Первоначально епархия Барселоны являлась суффраганной по отношению к архиепархии Каракаса.
21 июня 1958 года епархия Барселоны стала частью церковной провинции Сьюдад-Боливара, но с 16 мая 1992 года она является суффраганной по отношению к архиепархии Куманы.
31 мая 2018 года епархия Барселоны передала часть своей территории для образования епархии Эль-Тигре.

## Ординарии епархии
- епископ Хосе Умберто Папарони (4.10.1954 — 1.10.1959);
- епископ Анхель Перес Сиснерос (23.05.1960 — 25.07.1969), назначен архиепископом-коадъютором Мериды;
- епископ Константино Марадей Донато (18.11.1969 — 16.11.1991);
- епископ Мигель Дельгадо Авила S.D.B.[2] (16.11.1991 — 21.06.1997);
- епископ Сесар Рамон Ортега Эррера (15.07.1998 — 20.01.2014);
- епископ Хорхе Анибал Кинтеро Чакон (с 11 июля 2014 года).